# Charleston (Tanz)

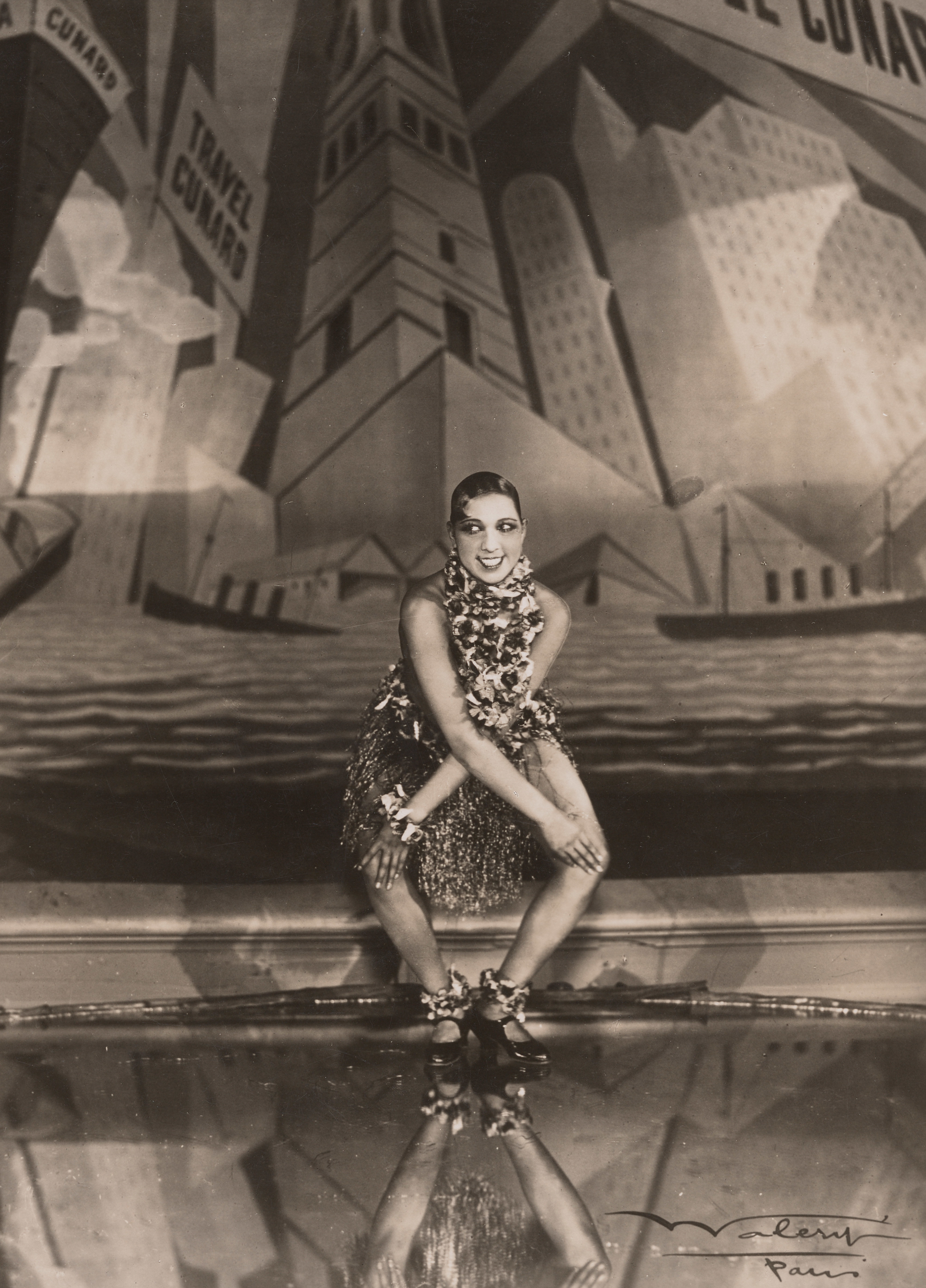
Josephine Baker tanzt den Charleston im Folies Bergère in Paris, 1926

Der Charleston (auch: 20s Charleston) ist ein US-amerikanischer Gesellschaftstanz des 20. Jahrhunderts. Er wurde nach der Hafenstadt Charleston in South Carolina benannt. 

## Ursprung
Der Tanz lässt sich im Wesentlichen auf den Juba-Dance zurückführen, einen Plantagentanz, den afroamerikanische, aus Westafrika stammende Sklaven tanzten. Die von dem Pianisten und Komponisten James P. Johnson komponierte Jazz-Melodie The Charleston, 1923 erstmals in dem Broadway-Musical Running Wild aufgeführt, verhalf dem Tanz in den USA und in der Welt zu Popularität. In Europa wurde er 1925 durch Josephine Baker bekannt.

## Rezeption
Obwohl der Tanz ursprünglich von Afroamerikanern entwickelt wurde, konnte er sich in den USA als „weißer“ Gesellschaftstanz etablieren. Er wird verbunden mit Flappern und Speakeasy-Lokalen. Dort tanzten Frauen alleine oder zusammen, unter anderem, um sich über die Alkoholprohibition der USA zu mokieren. Dies führte dazu, dass der Tanz als provokativ und unsittlich galt: Dies sei kein Tanz, sondern entfesselte Erotik, eine wilde, ekstatische Orgie. 
Der Charleston war neu und wurde als frech wahrgenommen. Die amerikanische Tänzerin Josephine Baker machte ihn, mit einem Bananen nachempfundenen lasziven Tanzkostüm bekleidet, in europäischen Metropolen wie Berlin bekannt. Man tanzte ihn nicht als Paar, wie bei den klassischen Tänzen, sondern auseinander. Gegebenenfalls sogar ohne Partner oder gleichgeschlechtlich. Die selbstbewusst auftretende Frau der 1920er Jahre fand hier ihre Entsprechung im Tanz.
Die Stadt Charleston gab angeblich Zehntausende von Dollars aus, um in der ganzen Welt bekannt zu machen, dass sie
nicht mit diesem Tanz in Verbindung zu bringen sei. Die Tanzlehrer in den USA verdammten den neuen Tanz auf einem außerordentlichen Kongress. Die europäischen Tanzlehrer schlossen sich an. Doch wenige Jahre später verdienten die Tanzschulen gutes Geld, indem sie Charleston-Tanzkurse anboten.

## Ausführung
Eine Tanzbeschreibung von 1925 führt an:
Der Torso zittert, dazu die Bewegungen der Hüften, Schenkel und Hinterbacken. Auch die Hände sind aktiv, sie berühren alle Teile des Körpers wie in Ekstase. Dazu kommen die abwechselnden X- und O-Beine, damit verbunden die nach außen und innen gedrehten Knie und Füße. Der Tänzer kann seinen Rücken beugen oder gar in Hockstellung gehen.
Der Charleston ist ein verhältnismäßig schneller Tanz bei 50 bis 75 Takten pro Minute. Grundlage für den Tanz sind isolierte Bewegungen. Das bedeutet, dass man in der Lage ist, einzelne Körperteile, z. B. Arme und Beine, getrennt voneinander bewegen zu können. Rudern mit den Armen und X/O-Kombinationen mit den Beinen sind typisch für den Charleston. Nicht korrekt ausgeführte Schritte, sondern die Freiheit der Tanzenden, auf kreative Weise Ausgelassenheit, Spaß und Lebensfreude tänzerisch darzustellen, sind generelles Merkmal dieses Tanzstils. Mit Beginn der Weltwirtschaftskrise verschwand der Tanz langsam.

## Weiterentwicklung
Der Lindy Hop, ein Swingtanz der 1930er und 1940er Jahre, hat Elemente des Charleston übernommen. Eine abgeänderte Tanzform des Charleston wurde in den 30ern und 40ern zu Swing Jazz getanzt. Dieser hatte mehrere Namen, am bekanntesten sind Lindy Charleston, Savoy Charleston, 30s oder 40s Charleston und Swing(ing) Charleston. Um diese Begriffe besser zu differenzieren, wird der ursprüngliche Charleston daher auch als 20s Charleston bezeichnet.